# Доњи Косоврасти
Доњи Косоврасти (мкд. Долно Косоврасти) су насељено место у Северној Македонији, у западном делу државе. Доњи Косоврасти припадају општини Дебар.

## Географија
Насеље Доњи Косоврасти је смештено у западном делу Северне Македоније. Од најближег већег града, Дебра, насеље је удаљено 8 km источно.
Доњи Косоврасти се налазе у горњем делу историјске области Дебар. Насеље је положено поред реке Радике, која се који километар низводно улива у Црни Дрим. Данас је најнижи део долине под вештачким Дебарским језером. Северно од насеља се издиже планина Дешат. Надморска висина насеља је приближно 640 метара.
Клима у насељу, и поред знатне надморске висине, није планинска, већ је пре блажа, жупна клима.

## Становништво
По попису становништва из 2002. године Доњи Косоврасти су имали 813 становника.
Претежно становништво у насељу су етнички Македонци (48%), а у мањини су Турци (28%). Заправо, целокупно становништво је торбешко.
Већинска вероисповест у насељу је ислам. До прве половине 20. века у селу је живела и православна заједница.